# Alfredo Plank
Alfredo Plank (Buenos Aires, 19 de junio de 1937 - 26 de febrero de 2019) fue un pintor argentino de proyección internacional. Destacado miembro de la vanguardia de renovación figurativa de los prolíficos años ´60 de Buenos Aires. Perteneció al llamado "Grupo de los Homenajes" de los años ´68 y ´69.

## Biografía artística
Ya para 1957 es Primera Mención en el Tercer Salón de Artes Plásticas de Liniers, Buenos Aires y ha trabajado con Leopoldo Torres Agüero en la realización del mural más grande en mosaicos de la Argentina. En 1958 Primer Premio Estímulo en la Muestra “la Calle en Manchas”, Buenos Aires. En 1959 viaja a Europa junto a Julio Le Park, Sergio Moyano, Hugo de Marco, y Roberto Duarte, pero Alfredo va a München, ciudad que se ha convertido por aquel entonces en un importante centro contemporáneo, en ese momento hace un intento de pintura abstracta, pero decide que su expresión va a ser la figurativa. 
En 1963 expone en la importante Sala Peuser (anexa a la galería Witcomb), auspiciado por el Museo de Arte Moderno de Buenos Aires, dato que nos habla del tirón de Alfredo en esos primeros años de su carrera, en compensación al buen hacer de Alfredo en 1964 se le otorga la Beca del Fondo Nacional de las artes. Expone en EE.UU, Los Ángeles, en la Galería Latina en 1966 y con Carlos Alonso y Esperilio Bute en Less Tonss, Buenos Aires. Participó en las acciones colectivas de la SAAP en 1968,-69. Participa en la International Drawing Bienale, 1977, Inglaterra. Trabajó y residió en Munchen, Alemania, desde 1971 obteniendo un señalado posgraduado en la Akademie der Bildenden Künste. Es valedor de la Beca Premio Alberti Durero (D.A.A.D). Medalla de Plata en el XVI Salón Nacional del Grabado y Dibujo, Buenos Aires. Expone múltiples veces tanto individual y colectivamente, en Alemania, Suiza, y España, donde participó en el Premio Internacional Joan Miro, y es seleccionado para el premio de pintura Medalla Gimeno en 1982. En 2011 expuso en la Sala de la Embajada Argentina en Barcelona. Ha expuesto en el Museo Eduardo Sivori en 1997. 

## Formación
Se graduó en 1959 en la Escuela Nacional de Bellas Artes Manuel Belgrano. Trabajo y residió en Munchen, Alemania, desde 1971 obteniendo un señalado posgraduado en la Akademie der Bildenden Künste. Es valedor de la Beca Premio Alberto Durero (D.A.A.D). 

## Obra y estilo
<<Cayetano Córdoba Iturburu señala dos características: línea y color.	“Encierra las formas dentro de grafías precisas, de movimiento un tanto melódicas pero de definidas síntesis y su color no elude los contrastes vigorosos”>>
<<Plank, ha sido clasificado por los historiadores argentinos como expresionista, quizás por su fuerte colorido y temperamento alemán. No obstante usa diferentes recursos de la Figuración Narrativa, tales como la yuxtaposición de registros, sistema de representación que explora y explota con gran habilidad e imaginación. Su sistema de empaste estarcido y plano, viene justificado por su concepto de la luz, niega cualquier relación con el Pop que detesta, sin embargo, Plank desde los inicios a demostrado una actualización temática y reflejo del mundo secular que lo rodea, su obra en los 60 presenta dos fases bien definidas, una primera que le valió la acuñación de expresionista y una segunda etapa en la que cambia el sistema de aplique del color, y comienza a innovar en los sistemas de representación>>.
“Pintura “autoritaria” que no se quiere comprometer con ningún “ismo” y que quiere llegar a la gente con la simpleza de un rayo de sol en un convetillo, tu pintura mi irrita porque con tus colores me hace sentir un pintor gris. Pero también me hace sentir optimista y con ganas de comprarme una lata de Albalux amarillo”.

## Exposiciones individuales
- 1958 Pinturas, "Pequeño Teatro Libre", Subsecretaria de Cultura de la Municipalidad de Buenos Aires, Argentina.
- 1963 galería Peuser, Auspiciado por el Museo de Arte Moderno de Buenos Aires, Argentina.
- 1964 Librería Fausto. La Rioja, Argentina.
- Galería La Caldera, Bs. As. Arg.
- Galería Hogart, Buenos Aires. Argentina.
- 1965 Galería Feldman, Córdoba, Argentina.
- Galeía Rubio, Bs As. Arg.
- 1966 Galería Arte Latina, Los Ángeles, California, USA.
- 1967 Galería del Sur, Bs. As. Arg.
- 1968 Galería El Taller. Bs. As. Argentina
- Janos Peter Kramer, Bs. As. Arg.
- 1969 Galería El Taller, Bs. As. Argentina.
- 1975 Instituto Goethe, Bs. As. Arg.
- 1976 Ibero-Club, Bonn, Alemania.
- AMERICA-VEREIN, Hamburgo, Alemania.
- 1977 Galería Altgasse 4, Lüdenscheid, Alemania.
- Galería Contemporánea, Bs. As. Argentina
- 1979 E.R.O.S.A., Bs. As. Argentina
- 1980 Caja de Previsión Social Para Profesionales de La Ingeniería, La Plata, Prov. de Bs. As., Arg.
- 1981 Galería Estudio Abierto, Bs. As., Arg.
- Galería Perla Marino, Miramar. Prov. de Bs. As., Arg.
- Encuentros en el Arte, Pinamar, Prov. De Buenos Aires, Argentina
- Galería N: München, República Federal de Alemania.
- 1982 Carl Friedrich Von Siemens Stifung. München, Alemania.
- 1983 Galería Encuentros en el Arte, Pinamar, Prov. de Buenos Aires, Arg.
- 1984 Galería Marinas II. Pinamar, Prov. de Buenos Aires, Arg.
- Galería Soudán, Buenos Aires, Arg.
- La Cave des Artistes, San Isidoro, Prov. de Bs. As., Arg.
- 1985 "Blab" y "Trench Galery", Acassuso, Prov. de Buenos Aires, Arg.
- 1986 Museo Municipal de Bellas Artes Fernán Félix de Amador, Luján, Prov de Bs. As., Arg.
- Centro Cultural Ciudad de Buenos Aires, Arg.
- 1987 Galería Susana Aramayo, Punta del Estea, R.O. del Uruguay.
- Galería Kramer Arte, Buenos Aires, Argentina.
- Galería de Arte "Casa Pardo", Bs. As., Arg.
- 1990 Embajada de la República Federal de Alemania, Buenos Aires, Argentina.
- 1991 Instituto Cultural Argentino Alemán de La Plata, Prov. de Buenos Aires, Arg.
- "Krass artes plásticas", Rosario, Prov. de Santa Fe, Argentina.
- Asociación Cultural "Rumbo", San Nicolás de los Arroyos, prov. de Buenos Aires, Arg.
- 1992 Sara García Uriburu, Galería de Arte, Buenos Aires, Argentina
- 1994 Galería "Meier Arth a/See", Suiza.
- 1996 "ARTOTHEK"/ Ignaz Günter-Haus, München, Alemania.
- 1997 Galería Kreisler, Barcelona, España.
- Museo Eduardo sivori, Buenos Aires, Argentina.
- 1998 Citybank Center, Buenos Aires, Argentina.
- 1999 Biblioteca Nacional, Buenos Aires, Argentina.
- 2000 "Asiatic arte", Buenos Aires, Argentina.
- Feldman, Suárez y Asoc. -Marchands- Bs. As. Arg.
- 2004 "MATTHEI", Galería de Arte, Santiago-Chile.
- 2005 Galería Agalma Arte, Bs. As., Arg.
- 2007 "Museo de Bellas Artes Benito Quinquela Mrtín" -La Boca- Bs. As., Arg.
- 2011 Consulado General de la Rep. Argentina en Barcelona, España.
- 2015 Galería Raíces Americanas, Bs. As., Arg.

## Exposiciones colectivas
- 1955  Salón de Arte del Centro Oeste de Santa Fe, Argentina.
- 1957  Participación en los trabajos del mural en mosaicos más grande de la Argentina en la iglesia. "Jesús en el Monte de los Olivos" en la localidad de Borges, realizado por  Leopoldo Torres Agüero.
- 1958  Salón Blanco y Negro, Centro Argentino de Grabadores Modernos.
- 1959  Primer Salón de Estudiantes y Egresados en la Asociación Estímulo de Bellas Artes.
- 1960  Asistente de escenografía en la televisión de Baviera, República Federal de Alemania.
- 1961  Galería Galatea, Buenos Aires, Argentina.
- 1965  Salón de grabado latinoamericano, La Habana, Cuba.
- 1966  "Tango 66", Buenos Aires, Argentina.
- Galería Les Tonss (con Carlos Alonso y Esperilio Bute), Buenos Aires, Argentina.
- Centro Cultural y Recreativo Olivetti, Buenos Aires, Argentina.
- 1969  Bienal de Pintura de la Pampa, Santa Rosa, Argentina.
- 1970  Pro Edificio de la SAAP. Galería Perla Marino, Buenos Aires, Argentina.
- 1971  Homenaje  a Vincent van Gogh, Fundación Lorenzutti, Buenos Aires, Argentina.
- Galería Antañona, Caracas, Venezuela.
- 1972  Primera Bienal de Arte Latinoamericano, Salta, Argentina.
- 1976  Homenaje al poeta Juan José Ceselli, Galería Aleph, Buenos Aires, Argentina.Kunstverein München, Alemania. Kunstverein Ingolstadt, Alemania.
- 1977  The Cleveland  (UK), Third International Drawing Bienale, Inglaterra.
- 1978  El deporte en el grabado, Museo del Grabado, Buenos Aires, Argentina.
- Galería "Altgasse 4 ", Lüdenscheid, República Federal de Alemania.
- 1981  Galería Witcomb, Buenos Aires, Argentina.
- 1982  Premio internacional de dibujo Joan Miró, Barcelona, España.
- Seleccionado para el premio de pintura Medalla Gimeno, Tortosa, España.
- 1983  Galería Nueva Manufacta, Retratos de Jorge Luis Borges, Buenos Aires, Argentina.
- 1984  1ª Bienal de La Habana, Cuba.
- Galería Cromática, Acassuso, Buenos Aires, Argentina.
- 1985  Aquí vivieron, Mar del Plata, Argentina.
- Carlos Gardel cincuenta años después, Muestra Homenaje, Galería Centoira, Buenos Aires, Arg.
- Homenaje a Oski, Museo Municipal de Artes Plásticas Eduardo Sívori, Centro Cultural Ciudad de Buenos Aires, Argentina.
- Artista invitado al VII Salón.Nacional de Pintura de Luján. Pcia. de Buenos Aires, Argentina.
- 1986  Pintura Argentina, Galería de Arte Casa Pardo. Buenos Aires, Argentina.
- "Heterodoxia", Galería Casa Pardo, Buenos Aires, Argentina.
- 1987  Galería Tiempo, Buenos Aires, Argentina.
- "Budapest Gallery", 2nd  Art of Today, Hungría
- 1989  Segunda Bienal de Arte Moet & Chandon, Buenos Aires, Argentina.
- 1990  "Budapest Gallery", 3rd. Art of Today, Hungría.
- Exposición del Tango en el Palais de Glace, Buenos Aires, Argentina.
- Becarios del D.A.A.D., Instituto Goethe, Buenos Aires, Argentina.
- "Homenaje a Carlos Gardel", Honorable Senado de la Nación, Buenos Aires, Argentina.
- 1991  "Homenaje a Enrique Sobisch, Galería Centoira, Buenos Aires, Argentina.
- Exposición de Artistas de habla alemana, Embajada de la República Federal de Alemania.
- Galería del Buen Ayre, Buenos Aires, Argentina.
- "Homenaje a Rembrandt", Galería Palatina-Fundación Patio Bullrich, Buenos Aires, Argentina.
- Galería Folgar, Punta del Este, R. O del Uruguay.
- 1993  Artistas del Atlántico Sur-OEA, Buenos Aires, Argentina.
- 1996  Galería La Dama, Arte BA '96, Buenos Aires, Argentina.
- " Carlos Gardel en el Correo" - Galería Centoira.
- 1997  Galería Arte X Arte, "El bolero y las artes visuales", Buenos Aires, Argentina.
- Bienal de la Belleza, Centro Cultural Borges, Buenos Aires, Argentina.
- 1998  Galería Centoira, Arte BA '98, Buenos Aires, Argentina.
- 2º Premio de pintura Universidad del Salvador, Buenos Aires, Argentina.
- XXVIIIº Concurso Internacional de Pintura, Escultura y Dibujo, Ayuntamiento de  Quesada, Jaén, España.
- "Asociación Escolar Goethe", Muestra de artes plásticas de ex becarios  de la República Federal de Alemania, Buenos Aires, Argentina.
- VIIº Salón de Arte Sacro, Buenos Aires, Argentina.
- 1999  "Lecciones de Vida", Centro Cultural Borges, Buenos Aires, Argentina.
- Feldman, Suárez y Asociados " Arte para el Nuevo Milenio".
- 2000   Feldman, Suárez y Asociados.
- 2005   “Galería agalma. arte”, Arte BA´ 05, Buenos Aires – Argentina.
- 2007   Homenaje al maestro Svanascini, Centro Cultural Borges, Buenos Aires, Argentina.

## Premios y becas
- 1957  Primera Mención en el Tercer Salón de Artes Plásticas de Liniers, Buenos Aires, Argentina.
- 1958  Primer Premio Estímulo en la Muestra " La Calle en Manchas", Buenos Aires, Argentina.
- 1964  Beca del Fondo Nacional de las Artes.
- 1973  Beca "Premio Alberto Durero del D.A.A.D. (Deutscher Akademischer Austauschdienst) de la República Federal de Alemania.
- 1978  Premio Galería Nice (El Deporte en el Grabado), Buenos Aires, Argentina.
- 1980  Medalla de Plata en el XVI Salón Nacional de Grabado y Dibujo, Buenos Aires, Argentina.
- Invitación a München por el D.A.A.D. de la República Federal de Alemania.

## Museo y colecciones
Colecciones y Museos de Argentina, Brasil, México, España, Mauritania, Alemania, Suiza y EE. UU.